# Olivier Willocx
Olivier Willocx (Brussel, 21 april 1966) is een Belgisch econoom en politicus voor de liberale Mouvement Réformateur.

## Levensloop
Willocx is langs moederskant een kleinzoon van minister en Europees commissaris Albert Coppé.
In 1990 studeerde hij af als licentiaat in de economische wetenschappen aan de Solvay Brussels School of Economics and Management van de ULB. In 1994 behaalde hij eveneens een certificaat in het Europees recht aan de Faculteit der Rechtsgeleerdheid van de Universiteit van Amsterdam. In 1993 werd hij verkoopsdirecteur bij het Duitse textielbedrijf Kindermann en was van 1994 tot 1995 assistent voor onderzoek en rekrutering bij het headhuntersbureau Carrée Biebuyck. Tevens werd hij bestuurder van vennootschappen en algemeen directeur van verschillende bedrijven in de privésector. 
Van 1995 tot 1997 werkte Willocx als adviseur op het kabinet van Hervé Hasquin, minister van Ruimtelijke Ordening in de Brusselse Hoofdstedelijke regering. Tussen 1999 en 2000 was hij verantwoordelijke voor de voorbereiding van de renovatie van het Atomium.
Van 2001 tot 2007 was hij tevens docent aan het ISTI, de hogeschool voor vertalers-tolken in Brussel. Van 2006 tot 2010 was hij als rechter in sociale zaken verbonden aan de arbeidsrechtbank van Brussel. Van 2014 tot 2021 was hij afgevaardigd vanuit werkgeversorganisaties sociaal adviseur bij de arbeidsrechtbank van Brussel.
In 2000 werd hij benoemd tot directeur-generaal van de Brusselse Kamer van Koophandel en Nijverheid, die in 2007 fuseerde met de Union des Entreprises de Bruxelles, waardoor een nieuwe organisatie ontstond, Brussels Enterprises Commerce and Industry (BECI), waarvan hij van 2008 tot 2024 afgevaardigd bestuurder was. Van 2012 tot 2015 was hij voorzitter van de Economische en Sociale Raad van het Brussels Hoofdstedelijk Gewest.
In februari 2024 nam Willocx ontslag bij BECI om zich politiek te engageren voor de MR. Hij kwam op bij de Brusselse gewestverkiezingen van juni 2024 en raakte verkozen in het Brussels Hoofdstedelijk Parlement. Daar trad hij toe tot de commissie Financiën en Algemene Zaken en werd hij ondervoorzitter van de commissies Economische Zaken en Tewerkstelling en Begroting en Rekening van het Parlement.
Op lokaal politiek niveau is hij sinds december 2024 gemeenteraadslid van Schaarbeek.
In 2021 werd Olivier Willocx benoemd tot ereconsul van Kazachstan.